# Eusebio Peñalver
Eusebio de Jesús Peñalver Mazorra (Ciego de Ávila, Provincia de Camagüey, Cuba, 1 de julio de 1936–Miami, Estados Unidos, 12 de mayo de 2006) fue un revolucionario y rebelde afrocubano. Participante en el derrocamiento del gobierno de Fulgencio Batista y la Rebelión del Escambray contra el gobierno de Fidel Castro. Comandante de un destacamento rebelde anticomunista, fue capturado en 1960 y pasó 28 años en prisión antes de ser liberado en 1988. Su pena lo hizo el preso político de raza negra de más años cumplidos en prisión del mundo, su pena siendo mayor a la de Nelson Mandela. Al ser liberado emigró a Estados Unidos y encabezó organizaciones de ex presos políticos cubanos.

## Primeros años
Nació en Ciego de Ávila en la Provincia de Camagüey de Cuba el 1 de julio de 1936 en el seno de una familia afrocubana pobre. Era el mayor de 6 hermanos. Estaba muy necesitado y dejó la escuela secundaria para ganar dinero. Posteriormente logró obtener la especialidad de contador en la Escuela Comercial de Camagüey.
Eusebio Peñalver tenía creencias democráticas y protestó contra la discriminación racial que caracterizó al régimen de Fulgencio Batista En 1956 creó una organización clandestina antigubernamental y se unió a la Revolución cubana. Participó en el movimiento partidista contra Batista y tenía el grado de teniente en la columna del Che Guevara.

## Rebelión del Escambray
Las opiniones democráticas y anticomunistas de Eusebio Peñalver ya en 1959 lo pusieron en conflicto con el gobierno de Fidel Castro. Peñalver acusó a Fidel Castro de engañar al pueblo y decidió continuar la lucha por la democracia constitucional contra la nueva dictadura. A finales de año se unió a la Rebelión del Escambray. Motivó su decisión negándose a “vender su alma al diablo de la Tierra: Castro y el comunismo”.
Para ese momento fue un caso extremadamente raro en el que un cubano negro se oponía a Fidel Castro. Casi todos apoyaron el nuevo régimen en sus inicios debido a que proclamó la abolición de la discriminación anterior. La participación de los afrocubanos en la Rebelión del Escambray se limitó a unos pocos. Los testigos presenciales se sorprendieron sinceramente al ver a un hombre negro entre los rebeldes capturados.
Eusebio Peñalver combatió en la guerrilla de Sinecio Walsh Ríos. Fue subcomandante y tras su captura dirigió el destacamento. Participó personalmente en batallas contra tropas y las Milicias Nacionales Revolucionarias. De los tipos de armas, Peñalver prefirió la metralleta Thompson, con la que aparece representado en una famosa fotografía.
Las personas que conocieron a Eusebio Peñalver notaron que él libró la guerra sólo contra las fuerzas armadas enemigas y no practicó la violencia contra civiles, ni siquiera contra activistas comunistas. Cabe señalar que este tipo de acusación (típica de varios otros comandantes rebeldes) no fue presentada contra Peñalver por parte de las autoridades. Sus partidarios explicaron esto por rasgos de carácter como “la caballerosidad, el buen carácter y el sentido del humor”.

## Encarcelamiento
El 5 de octubre de 1960 fue capturado Eusebio Peñalver. El tribunal lo condenó a 30 años de prisión, se cree que escapó de la ejecución debido a su raza ya que las autoridades consideraron que la ejecución de un hombre negro era perjudicial para la propaganda. Cumplió condena en varias cárceles como la isla de Pinos, en la Fortaleza de San Carlos de La Cabaña y en Boniato. Pasó 10 años en una celda de castigo cerrada para 110 personas. Posteriormente, Peñalver habló de condiciones extremadamente difíciles, abusos a los presos, trabajos forzados, torturas físicas y mentales.
Peñalver alegó que durante su estancia en prisión "sufrió las más brutales torturas como consecuencia de un acoso continuo durante las 24 horas del día y los siete días de la semana" y que esas "torturas" le permitieron construir "un escudo de resistencia viril" como un "plantado". Eusebio Peñalver pertenecía a la categoría de los plantados, violadores del régimen que boicoteaban el adoctrinamiento, saboteaban el trabajo forzoso y eran sometidos al trato más duro.  En una entrevista de 1999 con Associated Press, definió a un "plantado" como una persona que planta firmemente sus pies mientras lucha por la libertad y la democracia en Cuba.
Utilizando el ejemplo del destino de Peñalver, los opositores cubanos señalaron la naturaleza represiva del gobierno de Fidel Castro y la persistencia de restos de racismo en sus políticas. Eusebio Peñalver cumplió 28 años de prisión, parte de la reducción de tiempo se explica no por la amnistía, sino por el procedimiento en algunas prisiones cubanas, donde 9 meses se consideran 12. Su sentencia superó la de prisión de Nelson Mandela en Sudáfrica y es considerada la más larga entre los representantes de la raza negra.

## Exilio
Liberado en 1988, Eusebio Peñalver partió hacia Estados Unidos y se radicó en Miami. Participó activamente en organizaciones de exiliados políticos cubanos. Creó y dirigió el grupo Plantados por la llegada de la libertad y la democracia a Cuba, que sólo podía incluir a presos políticos que hubieran cumplido al menos 20 años de prisión. Fue presidente de la Federación Mundial de Ex Presos Políticos Cubanos.
Eusebio Peñalver se opuso tajantemente al gobierno de Fidel Castro y pidió “el fin del tirano”. Acusó al régimen de Fidel Castro de dictadura terrorista y de la destrucción del país, lo comparó con Adolf Hitler, Benito Mussolini, Iósif Stalin, Mao Zedong, Idi Amin y Pol Pot. Por su parte, Castro acusó en 1999 a Peñalver de planear un intento de asesinato del presidente venezolano Hugo Chávez, Peñalver negó las acusaciones.

## Muerte
Eusebio Peñalver murió a la edad de 69 años, aunque los informes de los medios dijeron que tenía 71 años. El presidente estadounidense, George W. Bush, calificó al fallecido como “un patriota cubano y un ejemplo de valiente resistencia a la tiranía”.

## Legado
Algunos comentaristas han comparado y contrastado a Eusebio Peñalver con Nelson Mandela. Afirmaron que Peñalver también luchó por sus creencias, fue sometido a una represión no menos brutal, estuvo encarcelado por más tiempo, pero «no tiene una identidad ideológica de izquierda» y, por lo tanto, es mucho menos conocido en el mundo. Al mismo tiempo, el propio Peñalver calificó a Mandela como «un héroe de su pueblo, un símbolo de resistencia y un modelo de dignidad». Sin embargo, estaba totalmente en desacuerdo con la actitud positiva de Mandela hacia Fidel Castro. La idea predominante de Mandela como el preso político con más años de servicio se explicaba por la necesidad de promover una determinada doctrina y Peñalver no consideraba al propio Mandela responsable de ello.